# Stadion Na Litavce
Die Stadion Na Litavce (durch Sponsoring offiziell Energon Aréna) ist ein Fußballstadion in der tschechischen Stadt Příbram. Es ist die Spielstätte des Fußballvereins 1. FK Příbram. Im Stadion, das nach dem Fluss Litavka benannt war, stehen 9100 Sitzplätze zur Verfügung.

## Geschichte
Die heutige Anlage wurde in den Jahren 1927 und 1928 in Březové Hory für den SK Březové Hory als einfacher Fußballplatz erbaut und am 9. September 1928 eröffnet. Ein erster Ausbau folgte 1955, der vom sportlichen Aufstieg des inzwischen in Baník Příbram umbenannten Klubs gefolgt war.
Von 1978 bis 1980 wurde das Stadion mithilfe des örtlichen Uranbergwerks ausgebaut und fasste nun 11.000 Zuschauer. Es erhielt neue Tribünen, ein neues Eingangstor sowie auf der gegenüberliegenden Hintertorseite einen Wohnblock und ein Hotel. Die Westtribüne bekam ein Dach.
1996 fusionierte der FC Příbram mit Dukla Prag. Der Verein spielte zunächst unter der Bezeichnung FC Dukla in Prag, ab der Saison 1997 dann aber wieder in Příbram. Um das Stadion erstligatauglich zu machen, wurde es abermals modernisiert. Die Osttribüne erhielt ein Dach, auf der Südseite wurde hinter dem Tor eine weitere Tribüne errichtet. Anschließend wurde das Stadion entsprechend den Regeln der ersten tschechischen Fußballliga zu einem so genannten All-Seater umgebaut, so dass die Kapazität auf 9100 Sitzplätze sank. 2001 wurde außerdem eine Flutlichtanlage installiert. In der Sommerpause 2009 erhielt das Stadion eine Rasenheizung.